# Inger Berggren
Inger Berggren (Stockholm, 23 februari 1934 - Stockholms län, 19 juli 2019) was een Zweedse zangeres. Haar zangcarrière begon vorm te krijgen toen ze zangeres was bij Thore Swaneruds orkest. Ze zong duetten met onder anderen Thore Ehrling, Simon Brehm en Göte Wilhelmsson. Haar grootste hits waren Sol och vår en Elisabeth Serenade.

## Biografie
Berggren was zangeres in de orkesten van Thore Swanerud en Åke Jelving. In 1960 trad ze voor het eerst op in het Melodifestivalen met het lied Alla andra fär varann. Het nummer werd ook vertolkt door Östen Warnerbring. Zijn versie kreeg de voorkeur en hij won de voorronde. Hij mocht echter niet meedoen aan de Grand Prix Eurovision de la Chanson. Siw Malmkvist werd in plaats daarvan met het nummer naar de wedstrijd gestuurd.
Als winnares van Melodifestivalen 1962 mocht ze in 1962 uiteindelijk voor Zweden meedoen aan de Grand Prix Eurovision de la Chanson in Luxemburg. Ze bereikte de zevende plaats met 4 punten met het popliedje Sol och vår. Het liedje werd erg populair in Zweden en werd vaak gedraaid op de radio. Andere populaire nummers waren Elisabeth Serenade (1962) en Twist Till Menuett (1963).
Sommige van haar singles waren Zweedse versies van Amerikaanse rock 'n' roll hits. Haar belangrijkste periode was tijdens de jaren 1960. Ze trad op met de orkesten van onder andere Thore Ehrling en Simon Brehm. In 1979 bracht ze het album En Helt Vanlig Kvinna uit.

## Privéleven en overlijden
Inger Berggren overleed op 19 juli 2019 op 85-jarige leeftijd. Haar dochter Gunilla Röör werkt als actrice.

## Filmografie
- 1984: Sleep
- 1973: Anderssonskans Kalle in busform

## Discografie

### Singles
- 1952: Flickan I Hagen / Den Allra Sista Dansen
- 1952: Nära / Telefondrömmar
- 1953: Du Tillhör Mig / Zing En Liten Zong
- 1954: Säj Att Du Menar Mej / Ge Mej Åter En Glimt Av Solen
- 1957: Kärlek, Nål Och Tråd
- 1957: Tammy
- 1958: 6-5 Hand Jive
- 1958: Åsnesången
- 1958: Kärlek I April
- 1959: Sjung Med Oss Inger!
- 1959: Goodbye, Jimmy, Goodbye
- 1959: Non Dimenticar
- 1959: Raggare!
- 1959: Basta 'Ammore
- 1959: Chicago
- 1960: Alla Andra Får Varann / Underbar Så Underbar
- 1960: Jag Vet Ett Litet Hotell
- 1960: Jailhouse Rock (mit dem Orchester Lutz Albrecht)
- 1960: Tom Pillibi
- 1960: Concert D’Amour
- 1960: I Love Baby / So Wie Damals Baby
- 1961: Så Länge Skutan Kan Gå / Exodus
- 1962: Sol Och Vår
- 1962: Du Svek Mej!/ Mamma, Vad Det Är Kul Med Twist
- 1963: Det Ordnar Sej Alltid / När Man Är Ung
- 1963: Twist Till Menuett / Anabelle
- 1963: Donna Maria/Elisabeth Serenade
- 1964: I´ll Find You Again / Diggedle Boeing
- 1965: Kärleksvals
- 1967: Livet är härligt
- 1967: Vem Frågar Vinden
- 1968: Säg Att Du Älskar Mig
- 1969: Käraste Min Älskling
- 1969: Tänk, Tänk Vilken Dag ... (mit Hasse Edler)
- 1970: En sång och en saga
- 1978: Min Stund På Jorden / När Vi Vet Hur Man Gör

### Albums
- 1965: Jag Sjunger Mina Visor … (His Master’s Voice)
- 1979: En Helt Vanlig Kvinna (A Natural Woman) (GM-Production AB)

### Compilaties
- 1962: Inger Berggren (Knäppupp)
- 1970: Inger Berggren (Sonet/Grand Prix)

### EP's
- 1960: Bara Mamma Vill Inte Förstå (Knäppupp)
- 1960: So wie damals Baby (Disques Vogue)
- 1960: Concert D’Amour (Knäppupp)
- 1962: Sol Och Vår (His Master’s Voice)
- 1963: Till Vem, Till Vad (His Master’s Voice)
- 1963: Twist Till Menuett (His Master’s Voice)
- 1963: Sju Gånger Kär (His Master’s Voice)